# Drapeau de l'Irak
Le drapeau de l'Irak  est le drapeau civil, le drapeau d'État et le pavillon national de la république d’Irak. Il est composé de trois bandes horizontales rouge (dessus), blanche et noire, reprenant ainsi les  couleurs panarabes, frappées de la devise Allah akbar (« Dieu est [le] plus grand »). La calligraphie est coufique (de la ville de Koufa, près de Nadjaf).   
Le mardi 22 janvier 2008, par 110 voix sur 165, le Parlement irakien a adopté ce drapeau national provisoire qui ne devrait flotter au-dessus des bâtiments publics que pendant un an, le temps que les députés se mettent d'accord sur un drapeau national définitif. Les trois étoiles ont été supprimées.

## Historique

### 1921-1959

1921-1959 (ratio: 1:2)

Le drapeau originel de l'Irak a été adopté en 1921 à la formation du pays pendant le mandat britannique de Mésopotamie. Il est ensuite resté celui du royaume d'Irak. Il était constitué des couleurs panarabes noir, blanc, vert et rouge ; les trois premières sur trois bandes horizontales et le rouge sur un trapèze du côté de la hampe (certaines variantes portaient un triangle). Les deux étoiles a sept branches désignaient les quatorze provinces du royaume.

### 1958

1958 (ratio: 1:2)

En 1958, en réponse à la fusion de l’Égypte et de la Syrie dans la République arabe unie, les deux royaumes hachémites d'Irak et de Jordanie ont créé la Fédération arabe, une confédération de deux États. Le drapeau de l'union est essentiellement celle de la Jordanie, mais sans étoile dans le chevron rouge. Ce drapeau est identique au drapeau de la Palestine adopté en 1964, et presque identique au drapeau du parti Baas. La fédération a duré moins de six mois, étant terminé par la révolution irakienne de 1958 à Juillet.

### 1959-1963

1959-1963 (ratio: 1:2)

Après le coup d'État du 14 juillet 1958 d'Abdul Karim Qasim qui a déposé la monarchie, un nouveau drapeau est adopté en 1959 qui consiste en trois bandes verticales noir, blanche et verte, avec en son milieu une étoile rouge à huit branches centrée par un disque jaune. Les couleurs du drapeau représentent le panarabisme, le soleil jaune la minorité kurde et l'étoile rouge la minorité  dite assyrienne. C'est le seul drapeau de l'histoire irakienne à porter un symbole représentant la minorité kurde.

### 1963-1991

1963-1991 (ratio: 2:3)

Un nouveau drapeau a été adopté le 31 juillet 1963 après le renversement du régime Qassim. Les étoiles vertes signifient la proposition d'alliance avec l'Égypte et la Syrie qui avaient toutes deux un drapeau comportant deux étoiles. Les deux pays auraient ajouté une étoile à leur drapeau si l'union s'était achevée. Elles sont par la suite devenues le symbole du parti Baas : l'unité, la liberté et le socialisme.

### 1991-2004

1991-2004 (ratio: 2:3)

Les trois étoiles, dont la signification a été changée par le parti Baas, reprennent la devise du pouvoir dirigeant à l'instauration du drapeau : Wihda, Hurriyah, Ishtirakiyah (Unité, Liberté, Socialisme). Saddam Hussein décida de placer les mots Allahu akbar (« Dieu est [le] plus grand ») entre les étoiles, adopté le 14 janvier 1991. Il est dit que le texte était écrit de la main même de Saddam Hussein et que ce serait une tentative de gagner le soutien des pays musulmans lors de la guerre avec le Koweït.

### 2004-2008

Ratio 2:3, avec écriture stylisée, utilisée de 2004 à 2008.

Après la chute du régime de Sadam Hussein, le drapeau est conservé avec des lettres stylisées. La calligraphie est coufique (de la ville de Koufa, près de Nadjaf) et typique des chiites.

### Depuis 2008

Drapeau en vigueur depuis 2008. Les étoiles ont été retirées.

En janvier 2008, le parlement irakien adopte le drapeau de 2004 dans une version sans les étoiles.

## Drapeaux proposés et non adoptés

### Drapeau non adopté en 2004

Proposition de drapeau en 2004 (non adopté)

En avril 2004, un nouveau drapeau est choisi par le Conseil de gouvernement transitoire irakien à partir d'un modèle présenté par l'artiste Rifaat al-Chadirchi, mais il est abandonné.
Ce drapeau comportait deux lignes bleues, faisant référence au Tigre et à l'Euphrate, un croissant indiquant que l'Irak est un pays islamique, et une ligne jaune en référence à la région kurde. L'alignement des lignes montre l'unité du peuple irakien par-delà les nationalités.
Les couleurs de ce nouveau drapeau ont rapidement été modifiées car elles étaient trop proches de celles du drapeau d'Israël, ce qui souleva de vives polémiques. Le bleu des bandes a été foncé, celui du croissant aussi, mais dans une moindre mesure, le jaune orangé plus soutenu et la bande élargie.

### Drapeaux proposés depuis 2008